# 埃莱夫塞里奥斯·佩特鲁尼亚斯
埃莱夫塞里奥斯·佩特鲁尼亚斯（希臘語：Ελευθέριος Πετρούνιας，1990年11月30日—），生于雅典，希腊男子竞技体操运动员，专项是吊环。

## 生平
佩特鲁尼亚斯在大约5岁时开始接触体操。他在童年时因为身高矮而被周边的同龄人欺负，受此影响他在那时候致力于反对欺凌。14岁时，他因为身体原因曾一度放弃体操，直到17岁才重新开始训练。2015年开始，佩特鲁尼亚斯的水平有了长足的进步，然而在那一年他遇到不少困难，包括训练环境差、训练器材老化、经济问题、父亲的去世等等，尽管如此，他仍在当年世锦赛吊环项目发挥出色，夺得个人首个世界冠军。
2016年，他在里约奥运吊环项目上以16.000分的成绩帮助希腊队时隔12年再度在奥运体操项目上摘金。